# Polygrammodes interpunctalis
Polygrammodes interpunctalis là một loài bướm đêm trong họ Crambidae.